# Paradoxo da mera adição
O Paradoxo da Mera Adição, também conhecido como a conclusão repugnante, é um problema na ética, identificado por Derek Parfit e discutido em seu livro Motivos e Pessoas (Reasons and Persons) (1984). O paradoxo identifica a mútua incompatibilidade de quatro afirmações intuitivamente convincentes sobre o valor relativo das populações.

## O paradoxo
Considere as quatro populações representadas no diagrama a seguir: A, A+, B- e B. Cada barra representa um grupo distinto de pessoas, com o tamanho do grupo sendo representado pela largura da barra e a felicidade de cada um dos membros do grupo representada pela altura da barra. Ao contrário de A e B, A+ e B− são populações complexas, cada uma composta por dois grupos distintos de pessoas.
Como essas populações se comparam em valor?
Parfit observa que:
i) A+ não parece pior do que A. Isso ocorre porque as pessoas em A não estão numa situação pior do que em A+, enquanto as pessoas adicionais que existem em A+ estão numa situação melhor em A+ em comparação a A (se for estipulado que suas vidas são boas o suficiente para que vivê-las seja melhor do que não existir).
ii) B- parece melhor que A+. Isso ocorre porque B− tem maior felicidade total e média do que A+.
iii) B parece tão bom quanto B−, já que a única diferença entre B− e B é que os dois grupos em B− são mesclados para formar um grupo em B.
Juntas, essas três comparações implicam que B é melhor que A. No entanto, Parfit observa que quando comparamos diretamente A (uma população com alta felicidade média) e B (uma população com menor felicidade média, mas mais felicidade total por causa de sua população maior), pode parecer que B pode ser pior do que A.
Assim, existe um paradoxo. As seguintes afirmações intuitivamente plausíveis são conjuntamente incompatíveis: (a) que A+ não é pior que A, (b) que B- é melhor que A+, (c) que B− é tão bom quanto B, e (d) que B pode ser pior que A.

## Críticas e respostas
Alguns estudiosos, como Larry Temkin e Stuart Rachels, argumentam que a aparente inconsistência entre as quatro alegações recém-delineadas se baseia na suposição de que a relação "melhor que" é transitiva. Podemos resolver a inconsistência, portanto, rejeitando a suposição. Nesta visão, do fato de que A+ não é pior que A e que B- é melhor que A+, simplesmente não se segue que B- é melhor que A.
Torbjörn Tännsjö argumenta que devemos resistir a intuição de que B é pior do que A. Enquanto a vida dos que estão B são piores do que aqueles em A, há mais deles e, assim, o coletivamente, o valor de B é maior do que A. Michael Huemer também argumenta que a conclusão repugnante não é repugnante, e que a intuição comum está errada.
No entanto, a discussão acima falha em apreciar a verdadeira fonte de repugnância. Em face disso, pode não ser absurdo pensar que B é melhor que A. Suponha, então, que B seja de fato melhor que A, como argumenta Huemer. Segue-se que essa intuição revisada deve se manter em iterações subsequentes das etapas originais. Por exemplo, a próxima iteração adicionaria ainda mais pessoas a B+ e, em seguida, tiraria a média de felicidade total, resultando em C-. Se essas etapas forem repetidas repetidas vezes, o resultado final será Z, uma população massiva com o nível mínimo de felicidade média; esta seria uma população na qual cada pessoa está levando uma vida que mal vale a pena ser vivida. Z é a conclusão repugnante.

## Alternativa de uso
Um uso alternativo do termo paradoxo de mera adição foi apresentado em um artigo de Hassoun em 2010. Ele identifica o raciocínio paradoxal que ocorre quando certas medidas estatísticas são usadas para calcular os resultados em uma população. Por exemplo, se um grupo de 100 pessoas juntas controlarem US$ 100 em recursos, a riqueza média per capita será de US$ 1. Se uma única pessoa rica chega com 1 milhão de dólares, o grupo total de 101 pessoas controla $ 1.000.100, fazendo com que a riqueza média per capita seja de 9.901 dólares, o que implica um afastamento drástica da pobreza, embora nada tenha mudado para as 100 pessoas originais. Hassoun define um não mero axioma de adição a ser usado para julgar tais medidas estatísticas: "simplesmente acrescentar uma pessoa rica a uma população não deve diminuir a pobreza" (embora reconhece-se que, na prática real, a adição de pessoas ricas a uma população pode trazer algum benefício para a população como um todo).
Esse mesmo argumento pode ser generalizado para muitos casos em que estatísticas proporcionais são usadas: por exemplo, um jogo vendido em um serviço de download pode ser considerado um fracasso se menos de 20% dos que fizerem o download da demonstração comprarem o jogo. Assim, se 10.000 pessoas baixarem a demonstração de um jogo e 2.000 o comprarem, o jogo é um sucesso limítrofe; no entanto, seria um fracasso caso 500 pessoas extras baixarem a demonstração e não comprarem o jogo, mesmo que essa "simples adição" não mude nada em relação à renda ou satisfação do consumidor da situação anterior.